# Елена Кожухарова
Елена Кожухарова (на македонска литературна норма: Елена Кожухарова) е поетеса, есеистка и романистка от Северна Македония.

## Биография
Родена е в Царево село на 14 август 1945 година. Завършва Филологическия факултет в Скопски университет. Член е на Дружеството на писателите на Македония от 1993 година. В 2000 година става директор на Народната библиотека „Гоце Делчев“ в Щип.

## Творчество
- Молчења (поезия, 1978)
- Земја и вистина (поезия, 1980)
- Ѕвона (поезия, 1983)
- Ноќта на Нагуала (поезия, 1992)
- Ѕидови (есета, 1993)
- Сликата на Христос (поезия, 1994)
- Апокалиптичен монолог (есета, 1995)
- Кула во срцето (поезия, 1996)
- Куќата на духовите (роман, 1997)
- Кукла (поезия, 1999)